# Lycium parishii
Lycium parishii är en potatisväxtart som beskrevs av Asa Gray. Lycium parishii ingår i släktet bocktörnen, och familjen potatisväxter. Utöver nominatformen finns också underarten L. p. modestum.